# Taxano 10beta-idrossilasi
La taxano 10beta-idrossilasi è un enzima appartenente alla classe delle ossidoreduttasi, che catalizza la seguente reazione:
taxa-4(20),11-dien-5α-ile acetato + NADPH + H+ + O2 ⇄ 10β-idrossitaxa-4(20),11-dien-5α-ile acetato + NADP+ + H2O